# シンフォニー・イン・C (バレエ)
『シンフォニー・イン・C』（Symphony in C）は、1947年に初演された全1幕のバレエ作品である。振付はジョージ・バランシン、音楽はジョルジュ・ビゼー（交響曲ハ長調）。もともとはバランシンがパリ・オペラ座バレエ団のために『水晶宮』（Le Palais de Cristal）というタイトルで振り付けた作品である。バランシンは1948年のアメリカ初演に際して、タイトルを現行のものに改めて上演した。
この作品は彼の作品中でも評価が高いものの1つであり、ストーリーのないアブストラクト・バレエである。パリ・オペラ座バレエ団と東京バレエ団で上演される場合は、初演時と同じく『水晶宮』のタイトルで呼ばれている。

## 作品について
1947年、ジョージ・バランシンはパリ・オペラ座バレエ団からゲスト振付家として招聘された。この時期のパリ・オペラ座バレエ団では、芸術監督として第二次世界大戦中もバレエ団を支えていたセルジュ・リファールが「対独協力者」の容疑でパリ解放後にその任を解かれたため、バレエ監督が不在であった。
バランシンは自作の中から『セレナーデ』、『アポロ』、『妖精の接吻』をパリ・オペラ座バレエ団のために選んで持っていき、さらに新作1つを振り付けることにした。バランシンはパリ・オペラ座に捧げる新作には、フランス人作曲家の音楽こそふさわしいと考えていた。そんな彼に友人であるイーゴリ・ストラヴィンスキーが、ビゼーのあまり知られていない『交響曲ハ長調』はどうかと推薦した。『交響曲ハ長調』は1855年、ビゼーが17歳のときに作曲したもので、彼の生前には発表されることがなかった。この曲が世間に出たのはビゼーの死後80年が経過してからのことで、それまでは音楽学校の図書館に死蔵されていたという。
バランシンは『交響曲ハ長調』を聴き、わずか2週間で1幕もののバレエ作品を振り付けた。当初は台本があり、ルビー、サファイア、エメラルド、クリスタルなどの妖精が登場していた。バランシンは台本を廃し、各楽章のエトワールのコスチュームカラー（赤、青、緑、白）として採用した。このコンセプトは、後の作品『ジュエルズ』 (en) （1967年）にも通じるものである。
作品は『水晶宮』(Le Palais de Cristal)という題で、1947年7月28日にガルニエ宮で初演された。題の由来は、初演時に使われた水晶のブーケでデコレーションされた装置からである。ただしこの装置は、1960年代の上演を最後として廃されている。
初演者はタマーラ・トゥマーノワ、マックス・ボゾニ（パトリック・デュポンの師として知られる）などである。作品は好評を博したものの、リファールを支持する人々の策謀などに嫌気がさしたバランシンは同年秋にアメリカへ帰国した。
翌年バランシンは、『水晶宮』の振付に大幅に手を加え、コスチュームの多色遣いも廃して女性は白のチュチュ、男性は黒のコスチュームに改め、セットもシンプルなものを採用した。そしてタイトルを『シンフォニー・イン・C』と改め、バレエ・ソサエティ（ニューヨーク・シティ・バレエの前身）で1948年10月11日に初演した。このときの出演者は、マリア・トールチーフ、タナキル・ルクレア（いずれもバランシン元夫人）などであった。
この作品は初演のパリ・オペラ座バレエ団を始め世界各国のバレエ団がレパートリーに入れているが、パリ・オペラ座バレエ団と東京バレエ団以外では『シンフォニー・イン・C』として上演されている。2014年、パリ・オペラ座バレエ団はクリスチャン・ラクロワ (en) のデザインによるコスチュームで『水晶宮』を再演した。

## 構成
この作品は4つの楽章で構成される。順にアレグロ・ヴィーヴォ、アダージョ、アレグロ・ヴィヴァーチェ、再度のアレグロ・ヴィヴァーチェで、それぞれの楽章ごとに男女のエトワールとソリスト、そしてコールド・バレエが登場する。
- 第1楽章 アレグロ・ヴィーヴォ（allegro vivo）

『水晶宮』でのコスチュームカラーはルビーの赤。巧妙な足さばきを多く使い、パとパの間につなぎのポジションがなく、シャープで素早いムーヴメントが多用される。
- 第2楽章 アダージョ(adagio）

『水晶宮』でのコスチュームカラーはサファイアの青。オーボエが奏でるイ短調のメロディーに導かれて展開する場で、『白鳥の湖』第2幕にも通ずる抒情性を持つ。スザンヌ・ファレルはこの場面に感動してバレリーナを志したという。
- 第3楽章 アレグロ・ヴィヴァーチェ（allegro vivace）

『水晶宮』でのコスチュームカラーはエメラルドの緑。4つの楽章のうち、一番活発に進行する。躍動的な音楽にのせて、女性エトワールが男性パートナーのサポートを得てステージ上を高々と舞い、素早い回転や跳躍がダンサーたちによって繰り広げられる。
- 第4楽章 アレグロ・ヴィヴァーチェ（allegro vivace）

『水晶宮』でのコスチュームカラーはクリスタルの白。ポアントで行うギャロップや高速フェッテなどが織り込まれ、最後は全楽章のエトワール・ソリスト・コールド・バレエが舞台に勢揃いして、テンポの速い音楽にのせて50人以上の総踊りでのフィナーレを迎える。

## 評価
パリ・オペラ座バレエ団では、バランシンの振付作品を20作以上レパートリーに入れている。その中でもこの作品が一番上演回数が多く、1995年の時点で250回近くを数えている。
ビゼーによる曲は第2楽章のアダージョを除き、すべてアレグロで進行する。ダンサーたちはこの速いリズムに乗って遅れずに踊ることが必要である。バランシンの振付は各楽章のエトワールだけではなく、ソリストやコールド・バレエに至るまで高度な技術を要求するものである。この作品はクラシックのアカデミックなテクニックを基本とするが、時折意表を突いたムーヴメントが登場する。アレグロのリズムにのせてそれぞれのパを遅れずにこなす必要があるため、バレエ団の技術レベルによって舞台の出来栄えが大きく左右される。
この作品は、バランシンの作品中でも評価が高いものの1つである。バランシンはビゼーの音楽をバレエで視覚化することに挑み、ストーリーのないアブストラクト・バレエでも成功を収められることを証明した。「見る音楽」と形容されるバランシン・バレエを、振付家の意図を理解して踊るのは困難なことである。バレエ評論家の渡辺真弓は、パリ・オペラ座バレエ団での上演について「（パリ）オペラ座のアンサンブルは、あたかもオーケストラの楽器のように、個々の調べを奏でながら、驚くべき一体感を見せてくれる」と高く評価した。
『バランシン伝』の著者バーナード・テイパーは、バランシンの音楽の本質に対する深い理解に言及して「音楽とダンスのもっとも幸福な出会い」と称賛した。テイパーは続けて「この作品を見た人は、以後誰しもビゼーの交響曲ハ長調を聴くたびに、（中略）バランシンの振付けたこの曲の視覚化されたイメージを描き出されずにはいられなかった」と結んでいる。